# Кислотні оксиди
Кисло́тні окси́ди — група неорганічних оксидів, які проявляють кислотні властивості. До цієї групи відносять такі оксиди, які взаємодіють з осно́вними та амфотерними оксидами, а також з їх гідроксидами з утворенням солей. Наприклад:
{\displaystyle \mathrm {P_{2}O_{5}+3CaO\rightarrow Ca_{3}(PO_{4})_{2}} }
{\displaystyle \mathrm {SO_{3}+ZnO\rightarrow ZnSO_{4}} }
{\displaystyle \mathrm {CO_{2}+2NaOH\rightarrow Na_{2}CO_{3}+H_{2}O} }

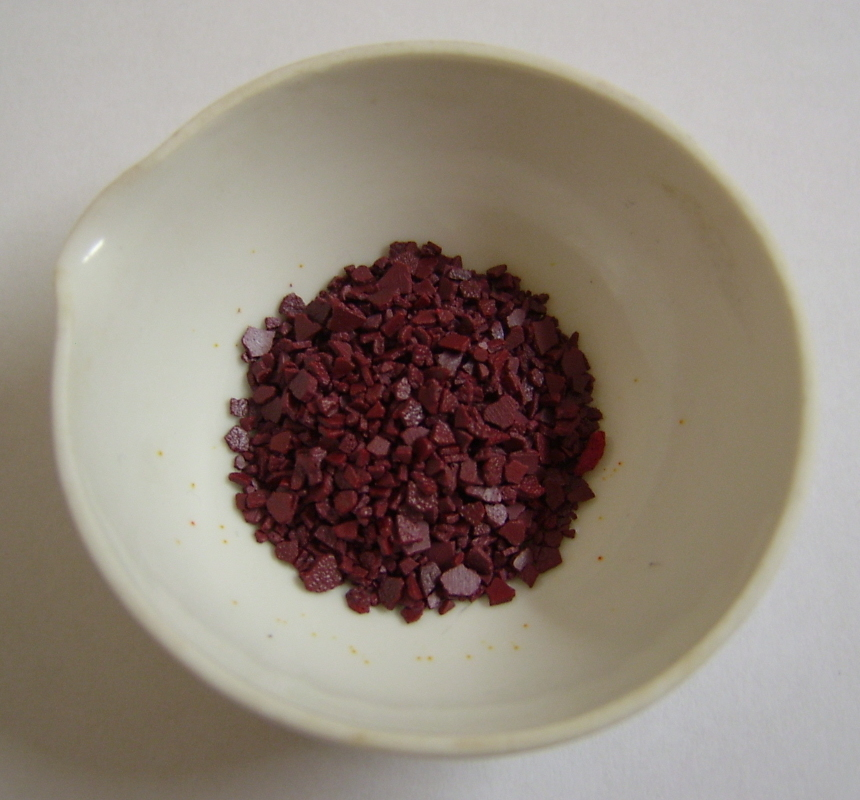
Оксид хрому(VI)

Кислотні оксиди інколи називають ангідридами (зневодненими кислотами), вказуючи цим, що їх можна одержати з кислот, віднімаючи від них елементи води. Кислотні оксиди утворюються неметалами та деякими металами, які проявляють змінну валентність. Валентність металів у кислотних оксидах буває, від +4 до +7. Наприклад CrO3 — хроматний ангідрид (ступінь оксинення хрому +6), Mn2O7 — ангідрид марганцю (ступінь окиснення марганцю +7) і т. д.
Деякі кислотні оксиди взаємодіють з водою, утворюючи відповідні гідроксиди, тобто кислоти. Однак більшість з них безпосередньо з водою не взаємодіють, і тому їхні кислоти, що їм відповідають, одержують посереднім шляхом.